# Look Away - Lo sguardo del male
Look Away - Lo sguardo del male (Look Away) è un film del 2018 diretto e sceneggiato da Assaf Bernstein.

## Trama
La diciassettenne Maria Brennan è una ragazza timida che vive quasi alienata dalla società; al liceo viene evitata dai coetanei ed è bullizzata dal suo compagno Mark. La sua unica amica, Lily, la prende poco in considerazione; è anche segretamente attratta da Sean, il fidanzato di Lily. Il padre di Maria, Dan, è un chirurgo plastico ossessionato dalla perfezione, mentre la madre Amy soffre di depressione e incubi. Un giorno, Maria scopre per caso in casa sua l'ecografia di due gemelli. Quella sera, mentre si masturba in bagno, vede terrorizzata che il suo riflesso si muove da solo. La mattina seguente tenta di parlarne con i genitori, i quali però non l'ascoltano. In seguito il riflesso di Maria si presenta a lei come "Airam": è molto più carismatica, decisa e sicura di sé rispetto alla ragazza. Affermando di essere sempre stata con lei (dimostra infatti di conoscere tutta la sua vita), le offre il suo aiuto per migliorare la sua vita.
Dan dà istruzione a Maria di venire nel suo ufficio per ricevere un regalo di compleanno anticipato e, in quella circostanza, la ragazza intuisce la sua relazione con un'altra donna che si finge sua cliente. Il padre rivela che come regalo intende farle un intervento di chirurgia estetica per correggere quelli che ritiene difetti fisici. Sconvolta, Maria inizia a trovare conforto parlando con Airam, la quale porta a galla i suoi sentimenti e pensieri più profondi. Amy si preoccupa delle condizioni della figlia, ma Dan seda ripetutamente i suoi timori facendole assumere delle pillole per l'ansia, ritenendo siano frutto della sua paranoia. Maria viene costretta dai suoi genitori a partecipare al ballo di fine anno che si terrà su una pista di pattinaggio, quindi Lily la porta su un lago ghiacciato per insegnarglielo. Quando Maria cade e non riesce più a rialzarsi, Lily la deride avendo intuito la sua infatuazione per Sean, poi se ne va abbandonandola. La situazione degenera al ballo di fine anno: Maria inizia a ballare con Sean, ma perde nuovamente l'equilibrio e Mark l'umilia e aggredisce fisicamente trascinandola lungo la pista, senza che Lily o Sean facciano nulla per fermarlo. La ragazza, devastata, parla nuovamente con Airam e accetta di fare scambio con lei affinché prenda il suo posto.
Airam riesce a tenere testa a Mark, poi costringe Amy a riconoscere il tradimento del marito facendole incontrare l'amante con uno stratagemma. Maria (che ora appare come il riflesso di Airam) si preoccupa nel vedere il comportamento della sua controparte, ma quest'ultima la rassicura dicendole che sta solo facendo in modo che tutti affrontino la verità. La ragazza attira Mark nelle docce della scuola e gli rompe un ginocchio. Poi affronta Lily fingendo di aver bisogno di altre lezioni di pattinaggio e, spaventandola con il suo atteggiamento, la insegue sul ghiaccio finché Lily non cade e batte la testa, rompendosi il cranio. Maria, ormai spaventata, implora Airam di tornare nel mondo reale, ma lei ribadisce che la morte di Lily è stata un incidente e che comunque era desiderio di Maria che uscisse dalle loro vite. Airam seduce Sean e inizia con lui una relazione, mentre conduce una vita dissoluta marinando la scuola, fumando e bevendo superalcolici.
Un giorno, mentre sono insieme in un motel, Sean e Maria vengono informati che la polizia vuole parlare con loro. Airam si rifiuta, facendo insospettire Sean; quest'ultimo prova da andarsene e la ragazza lo colpisce alla testa d'impulso per impedirglielo, uccidendolo. Profondamente turbata, va in bagno dove piange con Maria. Tramite una serie di incubi di Amy, si scopre che Maria aveva originariamente una sorella gemella; Dan, a causa di presunte deformità fisiche, la soppresse appena dopo la nascita lasciandola in mezzo alla neve, nonostante le suppliche della moglie. Dopo aver lasciato il motel, Airam si presenta alla clinica di Dan fingendo di essere ubriaca. Si spoglia e le chiede se lui l'amerebbe anche se fosse deforme; quando lui risponde affermativamente seppur con evidente riluttanza, la ragazza gli taglia la gola. Non riuscendo più a contattare Maria, Airam si spaventa e torna a casa, dove si sdraia accanto ad Amy per ricevere conforto. Una sequenza ritrae Maria e Airam accanto alla madre, facendo intendere che le due si sono fuse in un'unica persona.

## Accoglienza

### Critica
Su Rotten Tomatoes, il film ha ottenuto l'apprezzamento del 17% da parte della critica, ricevendo recensioni principalmente negative e un punteggio di 5,54 su 10. Fra le critiche negative troviamo quella di Noel Murray del Los Angeles Times, il quale afferma che il film è troppo lento e austero. Di tutt'altro avviso di Michael J. Epsen di Without Your Head, il quale afferma che «non solo il film estende in maniera egregia il concept di partenza, ma soprattutto si eleva dall'aspetto di teen movie che sembrava gli appartenesse e si rivela più intelligente e denso di quanto ci si potesse aspettare».

### Incassi
Il film ha incassato 1,1 milioni di dollari al botteghino, ai quali vanno sommati 7793 dollari incassati nel mercato home video.